# Brownsville (Minnesota)
Brownsville es una ciudad ubicada en el condado de Houston en el estado estadounidense de Minnesota. En el Censo de 2010 tenía una población de 466 habitantes y una densidad poblacional de 92,94 personas por km².

## Geografía
Brownsville se encuentra ubicada en las coordenadas 43°42′4″N 91°17′17″O / 43.70111, -91.28806. Según la Oficina del Censo de los Estados Unidos, Brownsville tiene una superficie total de 5.01 km², de la cual 4.53 km² corresponden a tierra firme y (9.61%) 0.48 km² es agua.

## Demografía
Según el censo de 2010, había 466 personas residiendo en Brownsville. La densidad de población era de 92,94 hab./km². De los 466 habitantes, Brownsville estaba compuesto por el 99.14% blancos, el 0% eran afroamericanos, el 0% eran amerindios, el 0% eran asiáticos, el 0% eran isleños del Pacífico, el 0% eran de otras razas y el 0.86% pertenecían a dos o más razas. Del total de la población el 0.86% eran hispanos o latinos de cualquier raza.